# Stanley (Wiltshire)
Stanley – przysiółek w Anglii, w Wiltshire, w dystrykcie (unitary authority) Wiltshire. Leży 22,6 km od miasta Swindon, 46,7 km od miasta Salisbury i 136,9 km od Londynu. W latach 1870–1872 osada liczyła 119 mieszkańców. Stanley jest wspomniane w Domesday Book (1086) jako Stanlege.